# Zugdidi
Zugdidi (georgiska: ზუგდიდი, "Stora berget") är en stad i Megrelien i västra Georgien med 42 998 invånare (enligt folkräkningen år 2014). Staden är administrativ huvudort i regionen Megrelien-Övre Svanetien som kombinerar regionerna Megrelien och Svanetien. Zugdidi ligger i nordvästra delen av provinsen. Den är också administrativt centrum för distriktet Zugdidi. Staden ligger 318 km väst om Tbilisi och 30 km från Svarta havet. Namnet Zugdidi betyder "stort berg" på laziska.
I staden finns några arkitektoniska höjdpunkter som Drottningens palats och Nikos palats. I staden finns även ett antal stora kyrkor och en botanisk trädgård, Drottningens trädgård.

## Galleri

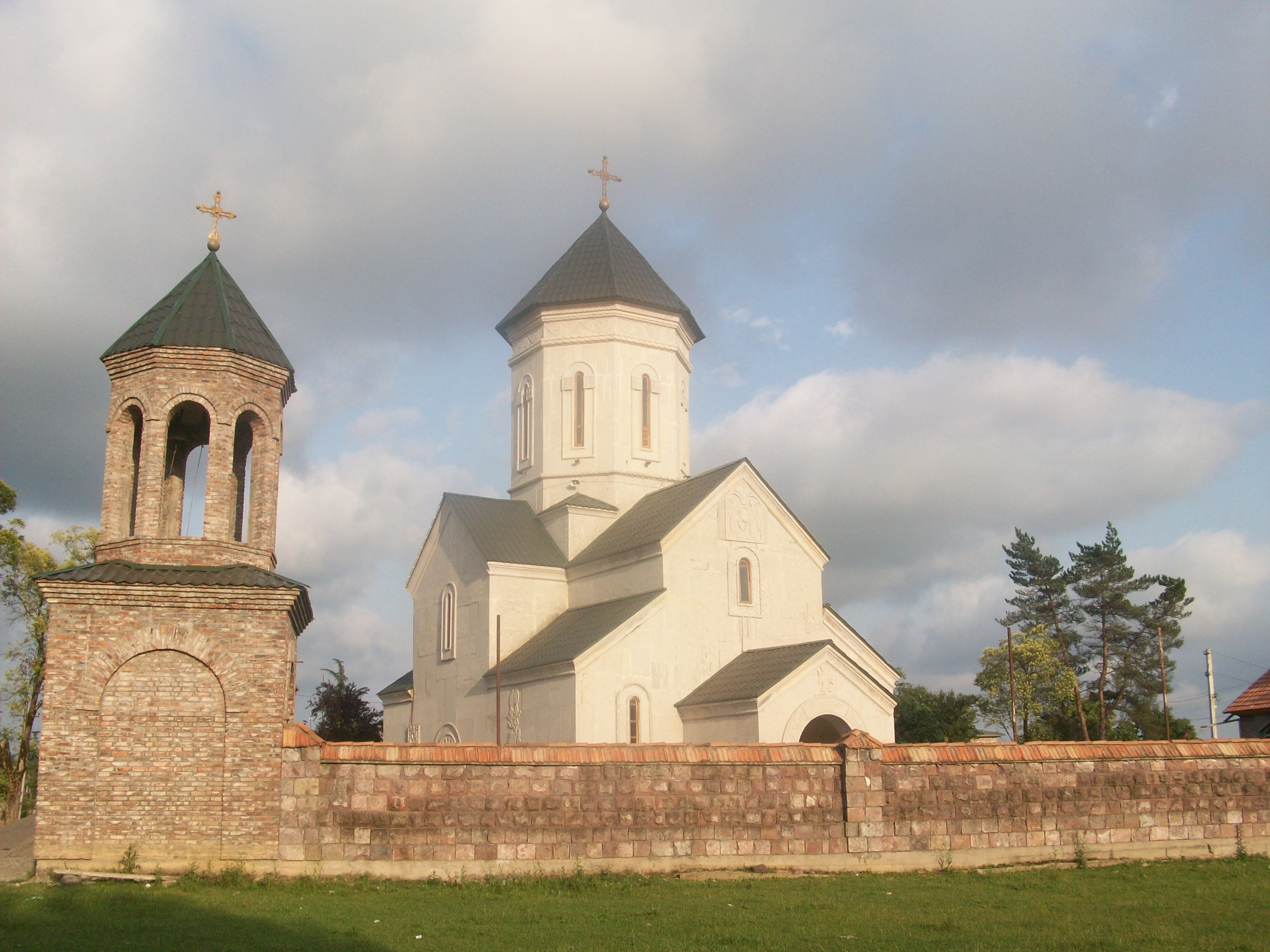
Kyrkan i Zugdidi
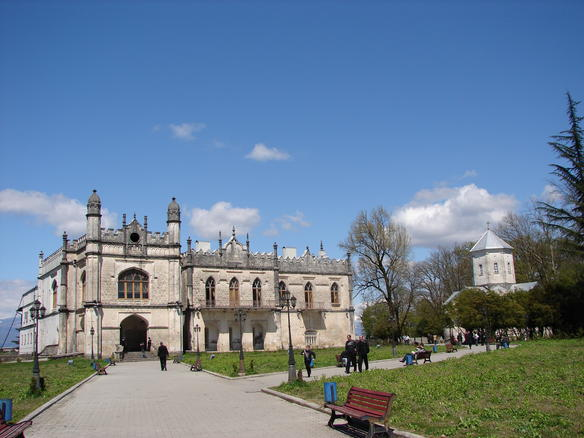
Dadianipalatset i Zugdidi
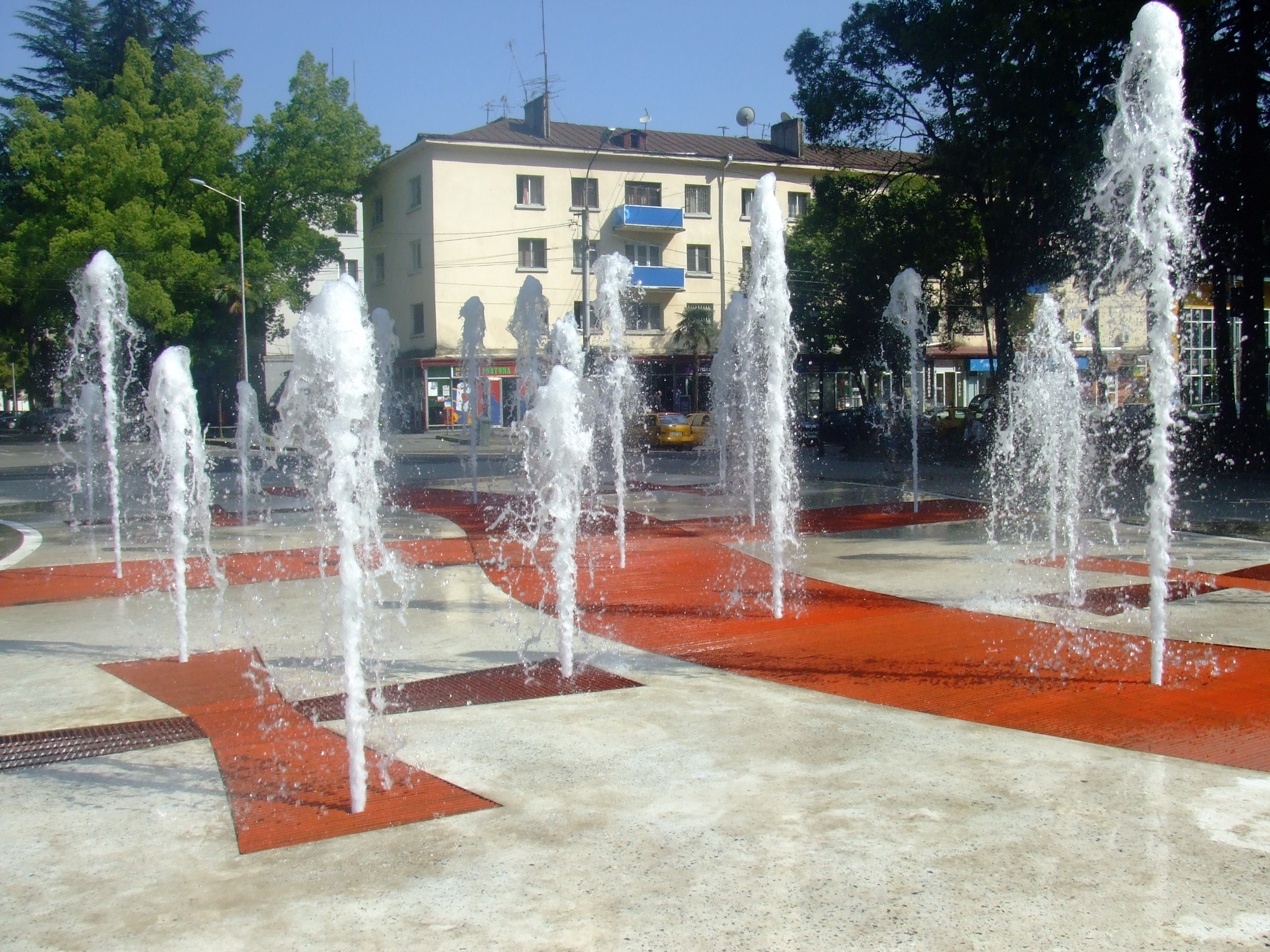
Kulturtorget i centrala Zugdidi
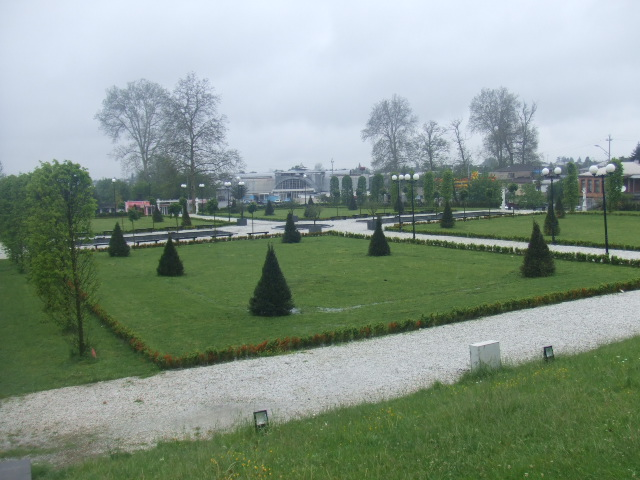
Kulturparken i Zugdidi
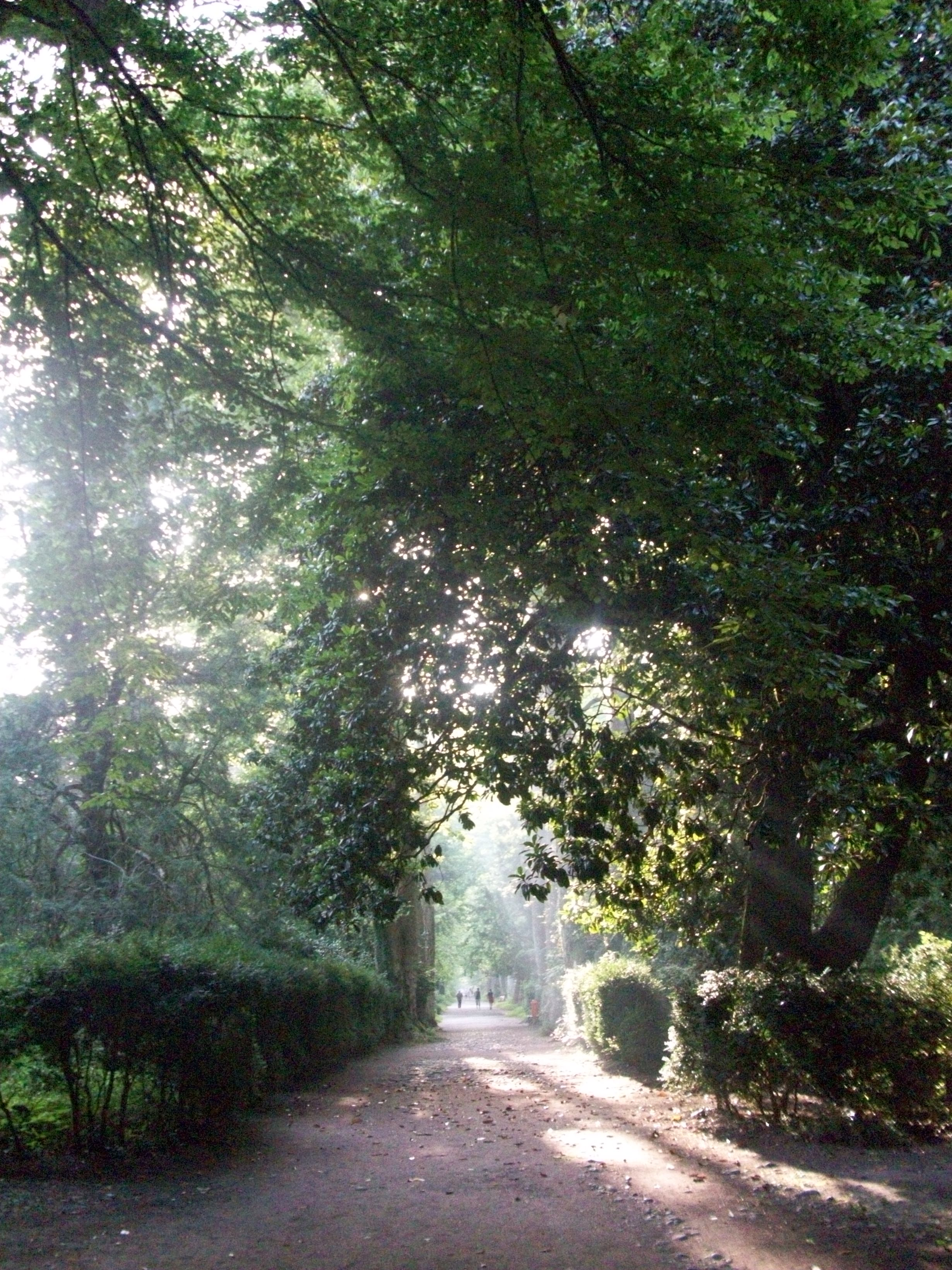
Zugdidis botaniska trädgård
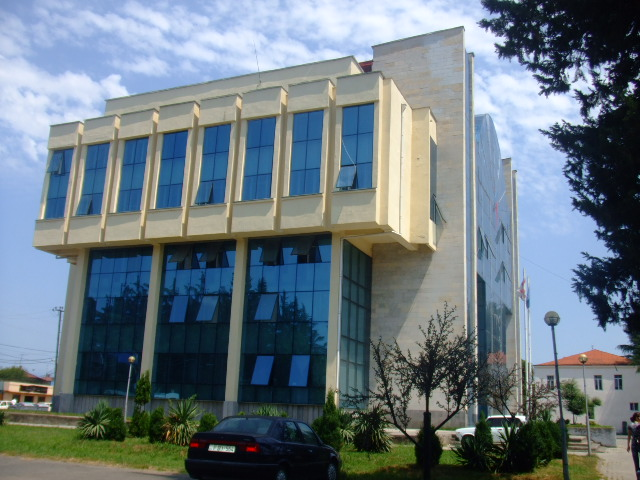
Administrativ byggnad i Zugdidi
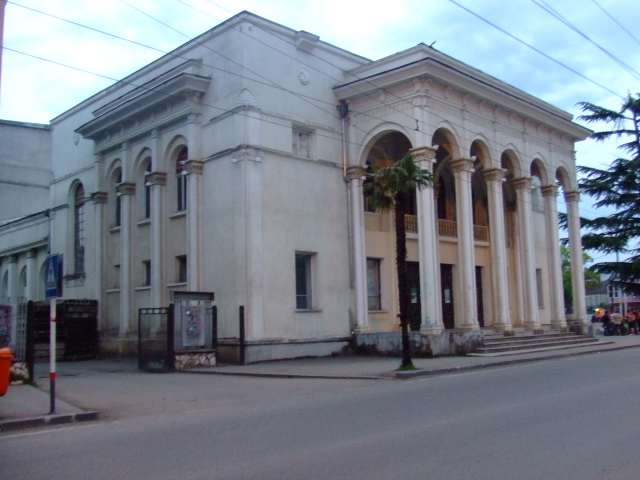
Zugdidis teater
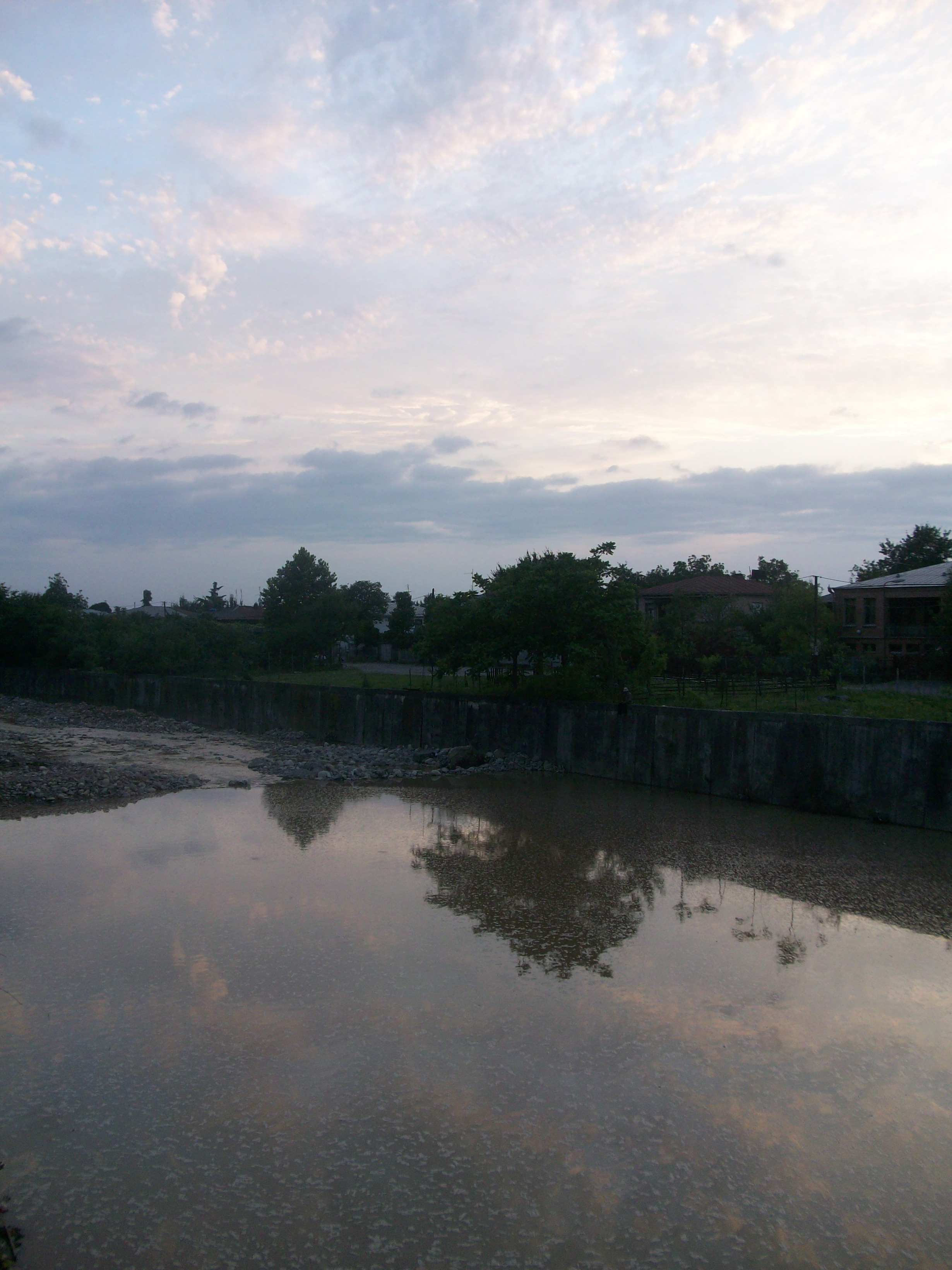
Chkhoushifloden som rinner genom Zugdidi